# Al-Adil II
Saif al-Din al-Malik al-Adil Abu Bakr b. Nasir ad-Din Muhammad (en árabe: سيف الدين الملك العادل أبو بكر بن ناصر الدين محمد‎), conocido simplemente como al-Adil II (ca. 1221-9 de febrero de 1248) fue el sultán ayubí de Egipto de 1238 a 1240, de origen kurdo.
Cuando su padre al-Kamil, sobrino de Saladino, murió en 1238, al-Adil II lo sucedió, a pesar de estar poco preparado para asumir las tareas de gobierno. Cuando el país se sumió en la anarquía, su medio hermano exiliado, as-Salih Ayyub, aprovechó la oportunidad y lo depuso. Al-Adil murió en prisión ocho años después.